# Guerras del Carbón
Las Guerras del Carbón fueron una serie de conflictos laborales armados en los Estados Unidos, aproximadamente entre 1890 y 1930. Aunque ocurrieron principalmente en el Este, particularmente en la zona de los Apalaches, también hubo una cantidad significativa de hechos violentos en Colorado a partir del año 1900.

## Historia
Las Guerras del Carbón fueron el resultado de la explotación económica de los trabajadores durante un período de transformación social en las cuencas mineras. A partir de 1870–1880, los propietarios de las minas habían establecido el sistema de ciudades de la empresa. Los operadores del carbón pagaron a detectives privados, así como a policías para garantizar que los activistas sindicales se mantuvieran fuera de la región. Para lograr este objetivo, los agentes de las empresas carboneras utilizaron la intimidación, el hostigamiento, el espionaje e incluso el asesinato. A principios del siglo XX, los mineros del carbón intentaron derrocar este sistema y participaron en una serie de huelgas, incluida la huelga de Paint Creek-Cabin Creek de 1912 y la Batalla de Evarts, que los operadores del carbón intentaron detener por medios violentos. Las familias mineras vivían bajo el terror de los detectives privados de Baldwin-Felts, que estaban especializados en acabar con huelgas. Durante esa disputa, los agentes condujeron un tren fuertemente blindado a través de una colonia de tiendas de campaña por la noche, abriendo fuego contra mujeres, hombres y niños con una ametralladora. Repetirían este tipo de táctica durante la Masacre de Ludlow en Colorado al año siguiente, con resultados aún más desastrosos.
Para 1920, United Mine Workers of America (UMWA) organizó a los obreros de la mayor parte de Virginia Occidental y Colorado. Sin embargo, las cuencas carboníferas del sur de Virginia Occidental siguieron siendo bastiones no sindicalizados. A principios de 1920, el presidente de UMW, John L. Lewis, puso al condado de Mingo como objetivo sindical. Ciertos aspectos de Mingo lo hicieron más atractivo para los líderes sindicales que el vecino condado de Logan, el cual estaba bajo el control del sheriff Don Chafin, vehementemente antisindical. La estructura política de Mingo era más independiente y algunos políticos eran sindicalistas. Cabell Testerman, alcalde de la ciudad independiente de Matewan, fue uno de los partidarios de la causa sindical. Nombró a Sid Hatfield, de 27 años, como jefe de policía de la ciudad. Cuando era adolescente, Hatfield había trabajado en las minas de carbón y simpatizaba con la condición de los mineros..Estos hombres brindaron a los sindicalistas la oportunidad de afianzarse, y la causa sindical se aceleró rápidamente en el condado.
En respuesta a los esfuerzos de organización, los operadores del carbón utilizaron todos los medios para bloquear el sindicato. Una de sus tácticas principales fue despedir a los simpatizantes del sindicato, incluirlos en listas negras y desalojarlos de sus hogares. Su argumento legal a favor de los desalojos lo expresa mejor S.B. Avis, un abogado de una compañía del carbón: "Es como si un sirviente viviera en tu casa. Si el sirviente deja el empleo, lo despides, le pides que salga de las dependencias de los sirvientes. Es una cuestión de amo y sirviente". El UMW instaló colonias de tiendas de campaña para las familias de mineros sin hogar, y pronto una masa de mineros ociosos y enojados se concentró en una pequeña área a lo largo del río Tug Fork. Incluso con la represión de los empresarios del carbón, a principios de mayo, 3000 de los 4000 mineros de Mingo se habían afiliado al sindicato. En la mina Stone Mountain Coal Company cerca de Matewan, todos los trabajadores se sindicalizaron y posteriormente fueron despedidos y desalojados.

## Guerras del Carbón de Virginia Occidental
Las guerras del carbón de finales del siglo XIX y principios del XX fueron particularmente importantes en la historia del estado de Virginia Occidental. La huelga de Paint Creek-Cabin Creek de 1912 involucró a numerosos líderes sindicales, incluida Mary Harris Jones, conocida como "Madre" Jones. El siguiente evento relevante tuvo lugar durante las guerras mineras en Virginia Occidental, la Masacre de Matewan el 19 de mayo de 1920. La matanza exacerbó las tensiones entre los mineros, sus aliados y los dueños de las minas. En Virginia Occidental, las guerras mineras llegarían a un punto crítico en la Batalla de Blair Mountain en 1921. Este conflicto enfrentó a mineros organizados contra detectives privados, policías y, finalmente, el Ejército de los Estados Unidos. El resultado de la batalla fue una derrota para los mineros de Virginia Occidental, así como el aplastamiento de las aspiraciones sindicales en el estado. A los mineros no se les permitiría volver a organizarse hasta la década de 1930.